# Trembiński Hrabia
Trembiński Hrabia – polski herb szlachecki, hrabiowska odmiana herbu Rogala.

## Opis herbu
Opis z wykorzystaniem klasycznych zasad blazonowania:
Na tarczy dzielonej w słup w polu prawym, srebrnym, róg bawoli naturalny, w polu lewym, czerwonym, róg jeleni naturalny. Nad tarczą korona hrabiowska, dziewięciopałkowa, a nad nią hełm w koronie, z którego klejnot: z prawej róg bawoli, z lewej jeleni jak w tarczy. Labry czerwone, podbite srebrem.

## Najwcześniejsze wzmianki
Nadany w Galicji 8 grudnia 1893 roku z tytułem hrabiego (hoch- und wohlgeboren, graf von) Adamowi i Franciszkowi Trembińskim. Tytuł został nadany na patentu szlacheckiego z 1775, posiadanych w Galicji dóbr ziemskich, wywód przed Komisją Magnatów oraz fakt pełnienia przez ojca funkcji publicznych w Rzeczypospolitej.

## Herbowni
Jedna rodzina herbownych:
graf von Biberstein Trembiński.